# Hans König (Politiker, 1947)
Hans König (* 22. Juni 1947; † 25. April 2024) war ein österreichischer Beamter, Wiener Kommunalpolitiker und Schriftsteller.

## Leben
Noch bevor er 1971 nach unabgeschlossenem Studium an der Universität Wien in das Kulturamt der Stadt Wien eintrat, entwickelte er als Mitbegründer des Bezirksmuseums Leopoldstadt rege kulturpolitische Aktivitäten. Als Bezirksrat der Leopoldstadt (1978–1983), als Mitglied des Wiener Gemeinderats und Landtags (1983–1995) und in diversen weiteren Funktionen gründete er zahlreiche soziale und kulturelle Initiativen, u. a. „Aktion Mensch“ (1986; namensgleich, aber nicht ident mit der bereits 1964 gegründeten deutschen Sozialorganisation des ZDF), „1. Leopoldstädter Renitenztheater“ (1990; namensgleich, aber nicht ident mit der bereits 1961 gegründeten Kabarettbühne in Stuttgart) und „Literatur im November“ (1990). Als Betroffener fungierte er von 1990 bis 1995 als Präsident des Europäischen Nierenpatientenverbandes CEAPIR.
1995 pensioniert, übersiedelte er aus gesundheitlichen Gründen nach Teneriffa, wo er sich fortan seinem besonderen Interesse, der Geschichte, widmete. 2006 wurde er in die Königliche Wirtschaftsgesellschaft der Freunde von Teneriffa (Real Sociedad Económica de Amigos del País de Tenerife) aufgenommen, 2008 in deren Junta del gobierno.
Am 25. April 2024 starb er im Alter von 76 Jahren.

## Auszeichnungen
- Österreichischer Staatspreis für Werbung (1993)
- Goldenes Ehrenzeichen des Landes Wien (1997)
- Preis der Menschlichkeit der Stadt Wien (2009)
- Verleihung des Berufstitels “Professor” (2009)

## Publikationen
- Humboldt über Teneriffa, 1. Aufl. Puerto de la Cruz  1997 (gem. mit Ken Fisher) 3. Auflage 2008
- Leopoldstädterisch. Aufstieg und Fall eines Idioms und Rede eines betrübten Leopoldstädters an die abtrünnigen Brigittenauer, Wien 2005
- Straßen und Plätze erzählen Geschichte und Geschichten von Puerto de la Cruz, 1. Aufl. 2000; in spanischer Übersetzung durch María Mercedes Álvarez: Calles y plazas narran la historia y anécdotas del Puerto de la Cruz, Puerto de la Cruz 2002
- Wer wohnte wo, in der Leopoldstadt?, Wien  2002 (gem. mit Josef König)
- Die Leopoldstadt – ein Fotoalbum, Wien 2004 (gem. mit Josef König)
- Die Eroberung Teneriffas, 1. Aufl. Edinburgh 2006
- Der Fenstergucker. Brücken schlagende Essays zwischen Wien und Teneriffa, Wien u. a. 2006
- Aarons Ring. Des Prinzen Rossknecht, historischer Roman, Wien 2008